# アカボシゴマダラ
アカボシゴマダラ（Hestina assimilis）は、チョウ目・タテハチョウ科に属するチョウの一種。東アジアの広域分布種で、斑紋は近縁のゴマダラチョウによく似るが、和名が示す通り、後翅の外縁に鮮やかな赤い斑紋が出現することで区別される。タテハチョウとしてはゆるやかな飛翔で、斑紋も行動様式も毒蝶のマダラチョウ類に擬態していると考えられる。
日本では移入個体群である名義タイプ亜種が「特定外来生物」に指定されている。
本種は、広東産の標本に基づいてリンネにより命名された。あらゆるチョウの中で、最も古く命名された種類のひとつである。

## 特徴
日本国外では、ベトナム北部から中国、台湾、朝鮮半島まで分布する。韓国では南端の済州島にまで分布する。中国や韓国では里山的環境から都市部にまで広く分布する普通種である。分布の末端である奄美群島、台湾の個体群は一見して他の地域の個体とは斑紋が異なり、それぞれ別亜種に分類される。これらに朝鮮半島産も含めた特徴として、低温期に発生する成虫の翅が白くならないことが挙げられる。

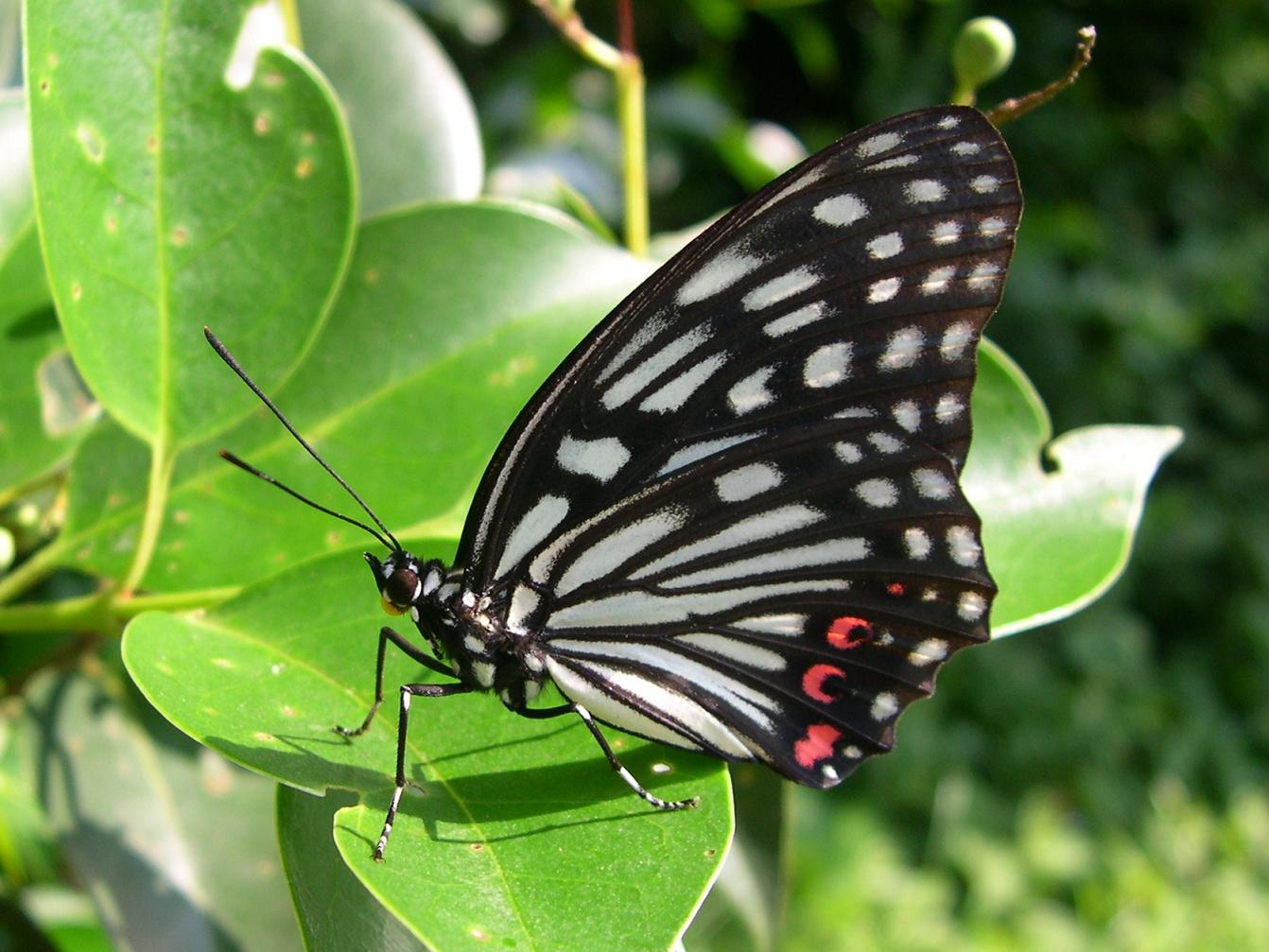
アカボシゴマダラ
（名義タイプ亜種）
（神奈川県の外来個体群）

日本には、もともと奄美大島とその周辺の島々だけに固有の亜種 H. a. shirakii Shirozu, 1955 が分布する。沖縄からも古い記録があるが、その後絶滅したのか、偶産であったのか、不明である。
しかし1995年に埼玉県秋ヶ瀬公園などで突如として確認された。この埼玉での発生は一時的なもので終わったが、これに続く数年間には神奈川県を中心とする関東地方南部でも本種が多数発生・定着するようになった。2006年には東京都内でも発生し、2010年以降には関東地方北部や山梨県・静岡県・福島県、さらには愛知県・京都府や伊豆大島からも記録され、分布の拡大が続いている。極端な例としては富士山山頂で本種が撮影されている。

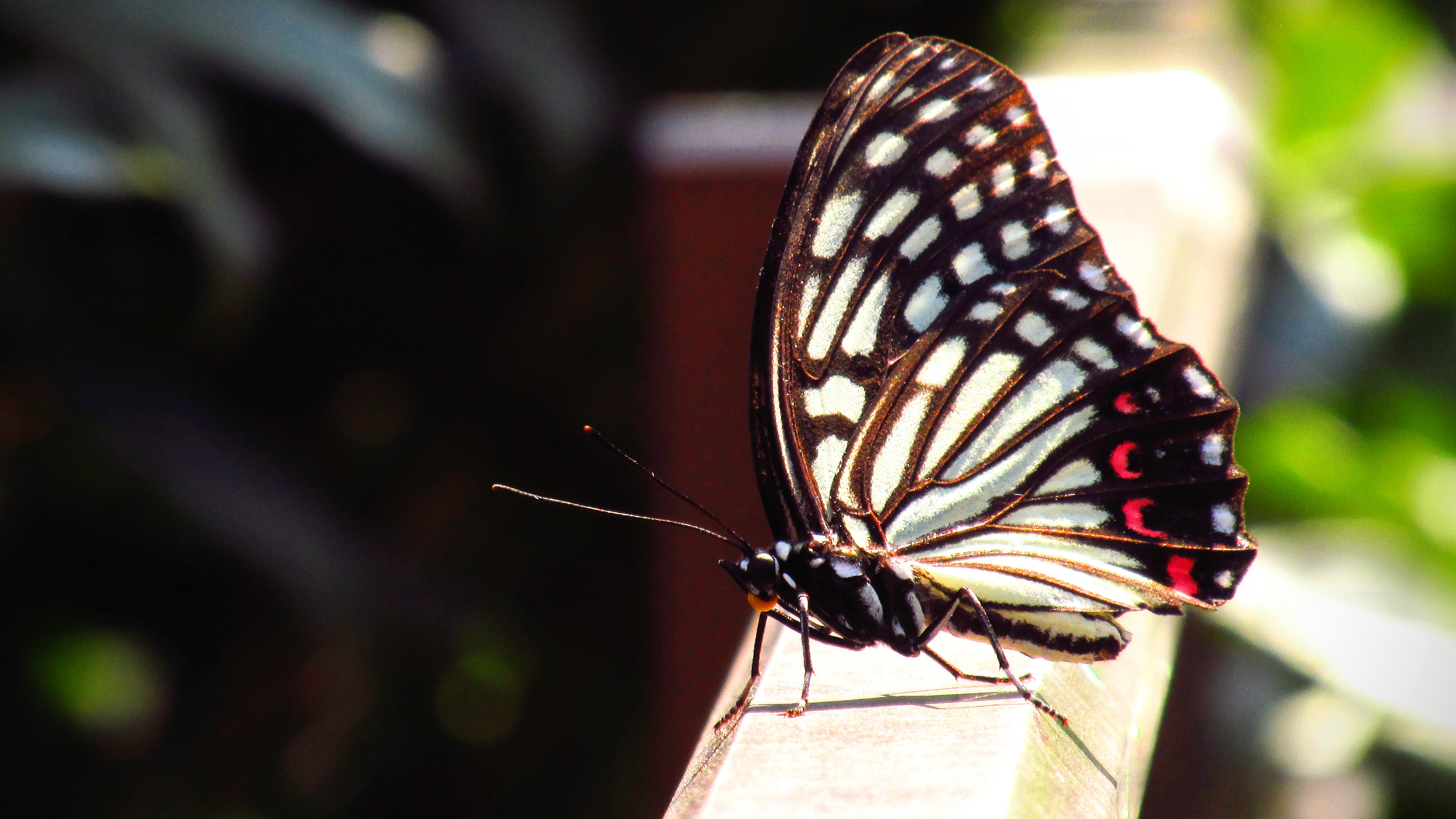
埼玉県中西部の住宅街で。

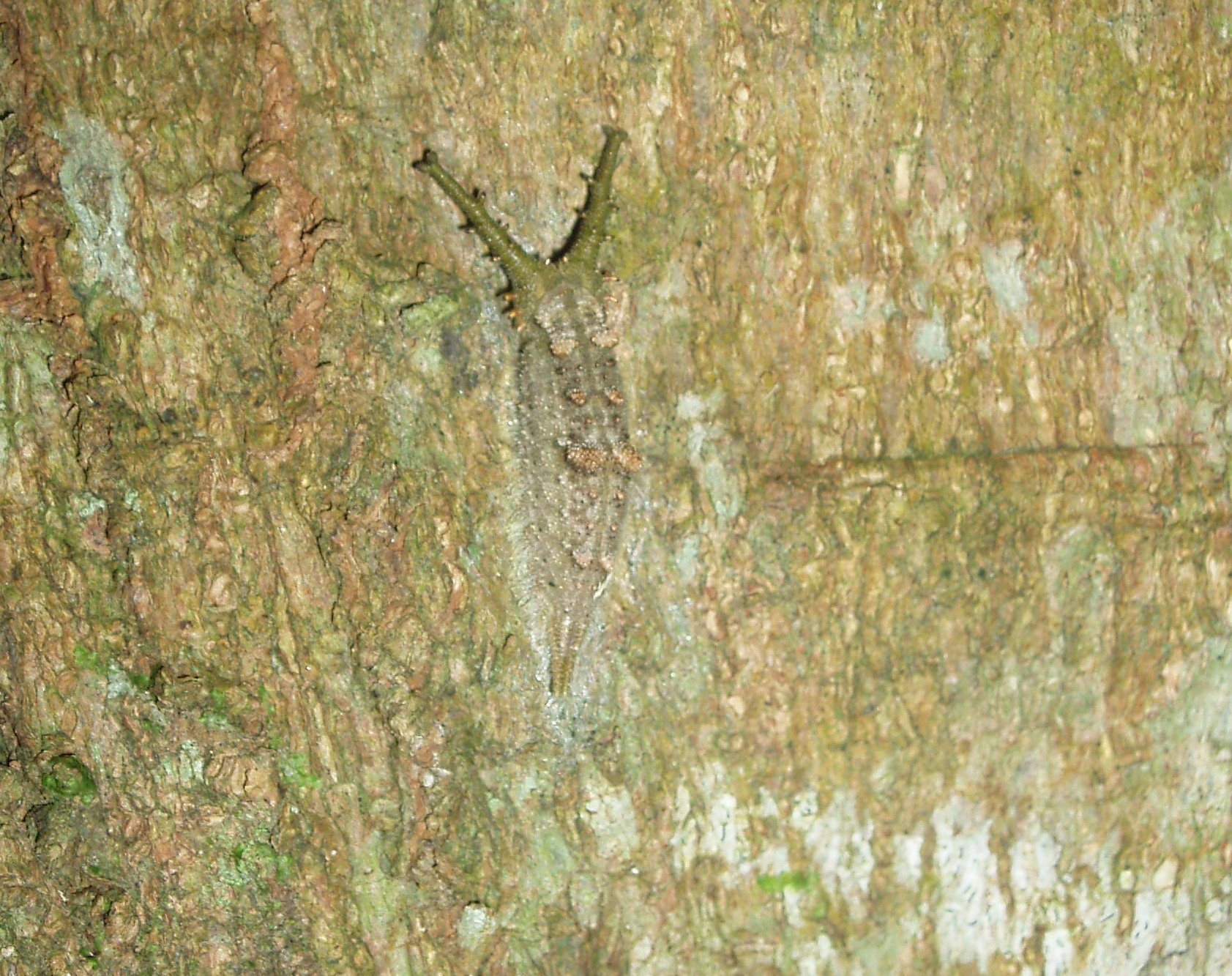
リュウキュウエノキの樹幹で越冬する幼虫　奄美大島 2006年2月

この関東を中心に拡散している個体群は、その外見上の特徴から、中国大陸産の名義タイプ亜種 H. a. assimilis に由来と推定されている。自然の分布域から飛び離れていることや、突如出現したことなどから蝶マニアによる人為的な放蝶（ゲリラ放虫）の可能性が高いといわれている。気候風土が好適であったために急激に個体数が増加したと考えられており、市街地の公園などの人工的な環境に適応しているので、今後も分布が拡大していくだろう。このように、（中国大陸産本種は）典型的な外来生物であるために、もともと類似環境に生息するゴマダラチョウと生態的に競合するのではないかという危惧もある。

## 生態
奄美群島での食樹はリュウキュウエノキ。中国大陸や関東地方での食樹はエノキCeltis sinensis。幼虫で越冬する。

## 近縁種
狭義のHestina属には下記の3種類が含まれる。
- Hestina assimilis (Hestina属の模式種) : アカボシゴマダラ
- H. persimilis : ゴマダラチョウ
- H. nicevillei : ニセビルゴマダラ

## 保全状況評価
アカボシゴマダラ奄美亜種　Hestina assimilis shirakii（Shirozu）
- 準絶滅危惧（NT）（環境省レッドリスト）